# Tom Dolan
Tom Dolan (Arlington (Virginia), 16 september 1974) is een Amerikaanse voormalig zwemmer. Hij won op twee achtereenvolgende Olympische Zomerspelen (Atlanta 1996 en Sydney 2000) goud op de 400 meter wisselslag en zilver op 200 meter wisselslag in Sydney.

## Internationale toernooien
| Jaar | Olympische Spelen                                               | WK langebaan                                                | WK kortebaan  | PanPacs                                                                                   | Pan-Ams       |
| ---- | --------------------------------------------------------------- | ----------------------------------------------------------- | ------------- | ----------------------------------------------------------------------------------------- | ------------- |
| 1993 |                                                                 |                                                             | geen deelname | 400m wisselslag · 18e' 200m vrije slag                                                    |               |
| 1994 |                                                                 | 8e 400m vrije slag · 400m wisselslag                        |               |                                                                                           |               |
| 1995 |                                                                 |                                                             | geen deelname | 200m wisselslag · 400m wisselslag · 200m rugslag · 4x200m vrije slag · 5e 400m vrije slag | geen deelname |
| 1996 | 17e 400 meter vrije slag · 7e 200m wisselslag · 400m wisselslag |                                                             |               |                                                                                           |               |
| 1997 |                                                                 |                                                             | geen deelname | 8e 200m vrije slag 13e 400m wisselslag                                                    |               |
| 1998 |                                                                 | 8e 200m wisselslag · 400m wisselslag · 5e 4x200m vrije slag |               |                                                                                           |               |
| 1999 |                                                                 |                                                             | geen deelname | geen deelname                                                                             | geen deelname |
| 2000 | 200m wisselslag · 400m wisselslag                               |                                                             | WK            |                                                                                           |               |
| 2001 |                                                                 | geen deelname                                               |               |                                                                                           |               |
| 2002 |                                                                 |                                                             | geen deelname | geen deelname                                                                             |               |

## Persoonlijke records
Kortebaan
| Afstand         | Tijd    | Datum             | Plaats     |
| --------------- | ------- | ----------------- | ---------- |
| 200m wisselslag | 2.03,14 | 17 november 1999  | Washington |
| 400m wisselslag | 4.17,57 | 21 september 2000 | Sydney     |

Langebaan
| Afstand         | Tijd    | Datum             | Plaats     |
| --------------- | ------- | ----------------- | ---------- |
| 200m wisselslag | 1.59,77 | 17 november 1999  | Washington |
| 400m wisselslag | 4.11,76 | 21 september 2000 | Sydney     |